# باسم حسن محمد
باسم حسن محمد (انگلیسی: Bassem Hassan Mohammed؛ زادهٔ ۳۱ مهٔ ۱۹۸۷) سوارکار اهل قطر است.
وی در مسابقات کشوری و بین‌المللی در مجموع برندهٔ ۱ مدال طلا و ۱ مدال برنز شده‌است.